# Kościół św. Mikołaja w Grabowcu
Kościół świętego Mikołaja – rzymskokatolicki kościół parafialny należący do dekanatu siennieńskiego diecezji radomskiej.

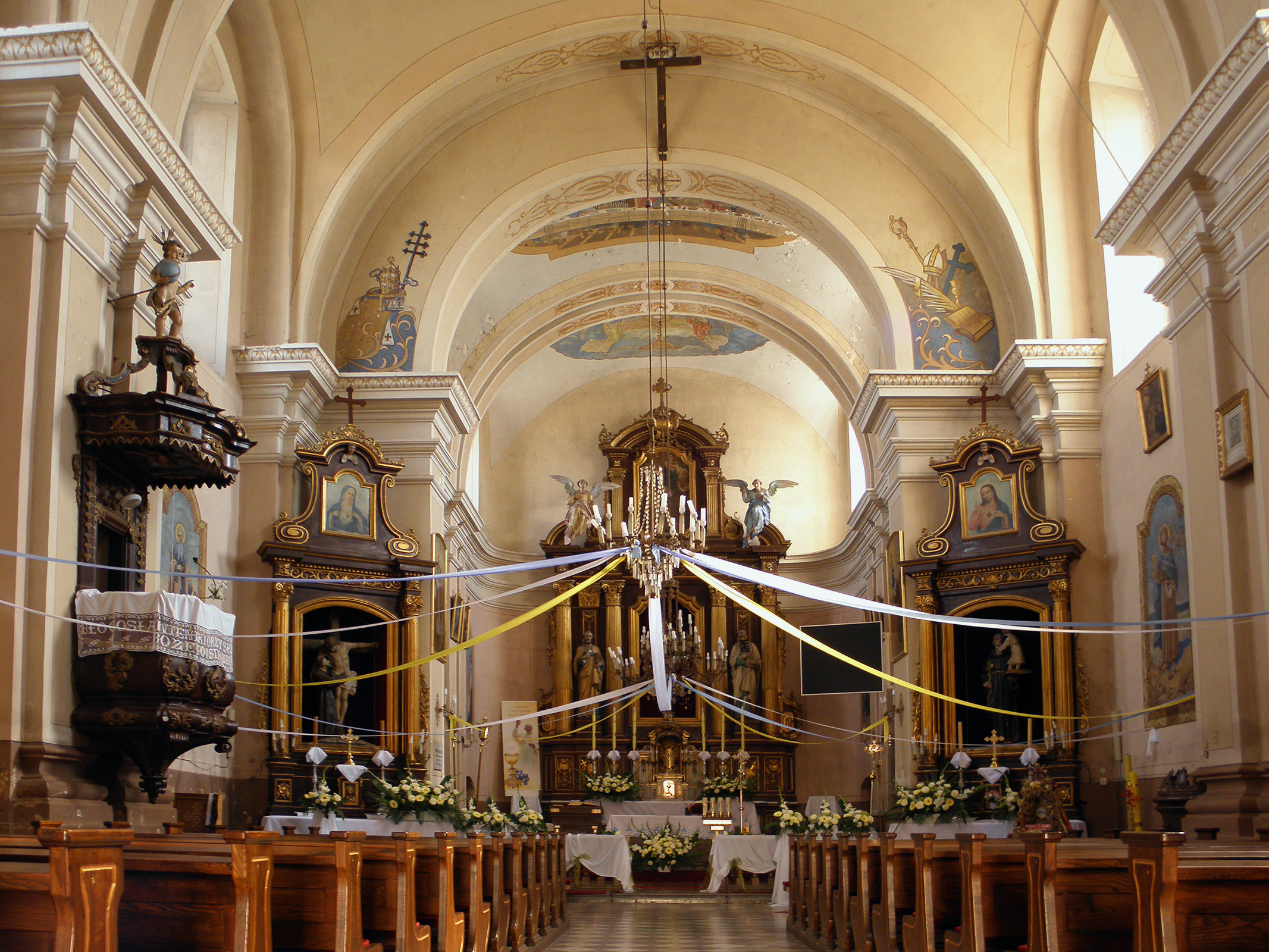
Wnętrze świątyni

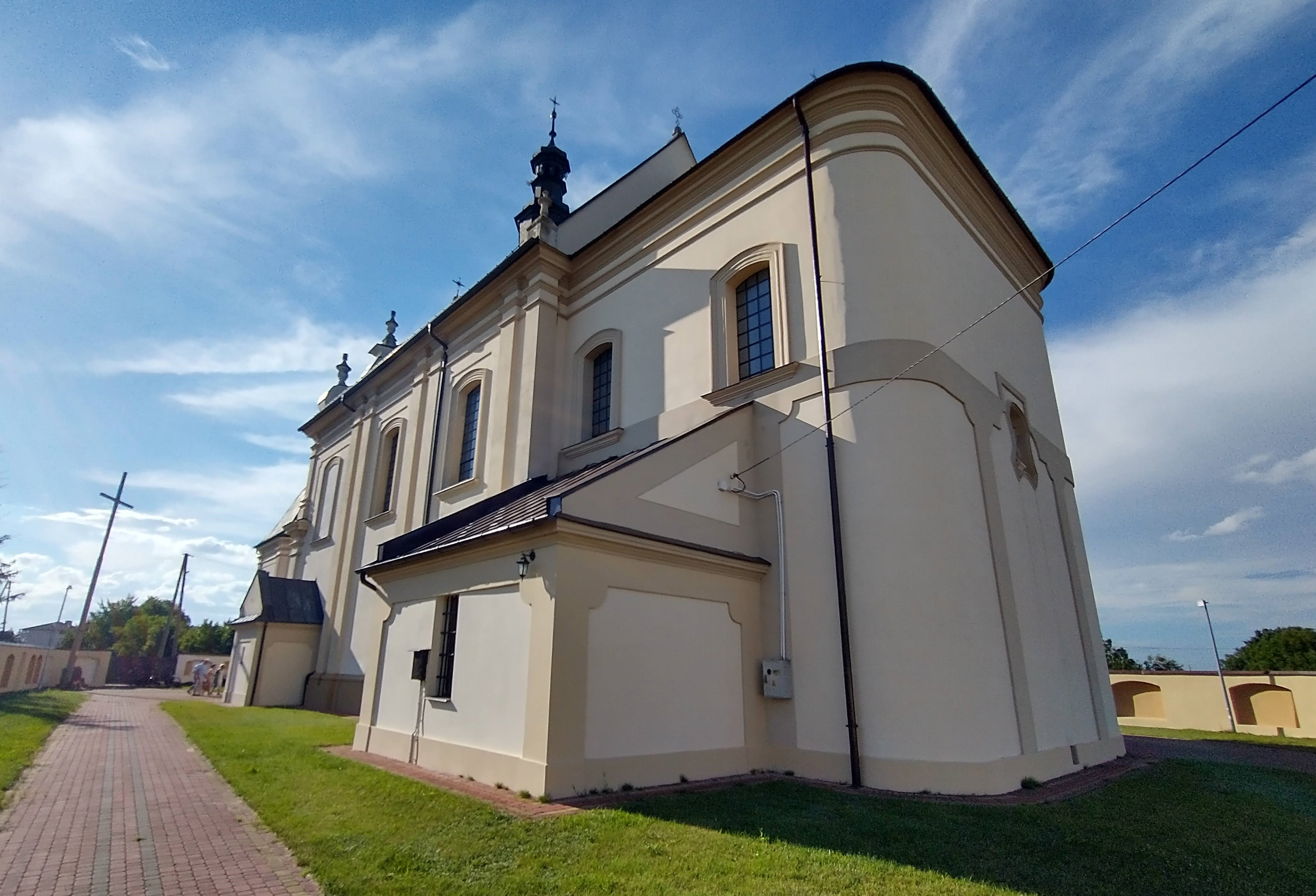
Widok od prezbiterium

Jest to świątynia ufundowana w 1626 przez Mikołaja Skarszewskiego, kasztelana sandomierskiego, właściciela Grabowca, Rzeczniowa, Rzeczniówka i Czerwonej. konsekrowana została w 1629 roku, a następnie była odnawiana między innymi w 1888 i w 1921 roku. Kościół znajduje się na lekkim wzniesieniu, otoczony murem z wnękami od strony wewnętrznej oraz wmurowanymi w jego obręb, na osi świątyni, kostnicą od strony wschodniej i dzwonnicą od strony zachodniej. Świątynia reprezentuje styl wczesnobarokowy i jest orientowana. Budowla jest murowana z cegły i otynkowana. Nawa jest trzyprzęsłowa i została zbudowana na planie prostokąta, łączy się z węższym dwuprzęsłowym, prostokątnym prezbiterium o narożnikach wschodnich, zaokrąglonych; przy nim od strony północnej znajduje się kruchta, natomiast od strony południowej zakrystia. Nawa i prezbiterium są nakryte sklepieniami żaglastymi, oddzielonymi parami gurtów; ściany dzielą na przęsła pary pilastrów podtrzymujących belkowanie. Kruchta i zakrystia są nakryte sklepieniami krzyżowymi. W zachodniej części nawy jest umieszczony trójarkadowy chór muzyczny z falistą linią parapetów, powstały w XVIII wieku. Elewacje zewnętrzne są rozczłonkowane parami pilastrów podtrzymujących profilowany gzyms i są ozdobione podziałami ramowo-płycinowymi. Okna są zamknięte łukiem odcinkowym i są umieszczone w skromnych obramieniach. Fasada zachodnia jest trójdzielna i posiada dwie kondygnacje, jest zwieńczona wolutowym szczytem z wazonami, zakończonym trójkątnie z datą 1626. Kościół posiada trzy portale kamienne z czasów budowy: dwa prostokątne, jeden zamknięty łukiem odcinkowym. Drzwi od zakrystii reprezentują styl rokokowy i powstały około połowy XVIII wieku. Budowla nakryta jest dachami dwuspadowymi ze starym wiązaniem storczykowym.